# Supernatural Love
«Supernatural Love» (с англ. — «Сверхъестественная любовь») — песня американской певицы Донны Саммер, записанная для её двенадцатого студийного альбома Cats Without Claws (1984). Песня была написана самой Саммер, Брюсом Судано и Майклом Омартианом, последний также выступил в роли продюсера.
Песня была выпущена как сингл и достигла пика только на 75-м месте в чарте Billboard Hot 100.

## Варианты издания
США — 7" (Geffen 9 29142-7 / 7-29142)
1. «Supernatural Love» — 3:38
2. «Face the Music» — 4:14

США — 12" (Geffen 0-20273)
1. «Supernatural Love» (Extended Dance Remix) — 6:12
2. «Face the Music» — 4:14

Канада — 12" Maxi (Geffen / WEA Music 92 02730)
1. «Supernatural Love» (Extended Dance Remix) — 6:12
2. «Face the Music» — 4:14

Германия — 12" Maxi (Warner Bros. 259 254 0)
1. «Supernatural Love» (Extended Dance Remix) — 6:12
2. «Suzanna» — 4:29

Германия — 7" (Warner Bros. 259 254-7)
1. «Supernatural Love» (Remix) — 3:38
2. «Suzanna» — 4:29

Великобритания — 7" (Warner Bros. U9254)
1. «Supernatural Love» (Remix) — 3:38
2. «Suzanna» — 4:29

## Позиции в хит-парадах
| Хит-парад (1984)                      | Высшая позиция |
| ------------------------------------- | -------------- |
| США (Billboard Dance Club Songs)      | 39             |
| США (Billboard Hot 100)               | 75             |
| США (Billboard Hot R&B/Hip-Hop Songs) | 51             |
| США (Cash Box Top 100)                | 80             |